# Шамісола
Шамісо́ла (рос. Шамисола, марій. Шамносола) — присілок у складі Сернурського району Марій Ел, Росія. Входить до складу Казанського сільського поселення.

## Населення
Населення — 3 особи (2010; 4 у 2002).
Національний склад (станом на 2002 рік):
- марі — 100 %